# فيفيان روزنتال
فيفيان روزنتال (بالإنجليزية: Vivian Rosenthal)‏ هي مسيرة أعمال أمريكية، ولدت في 7 فبراير 1976 في نيويورك في الولايات المتحدة.